# Rubí (telenovela de 2004)
Rubí es una telenovela mexicana producida por José Alberto Castro para Televisa en 2004. Está basada en una historieta homónima  original de Yolanda Vargas Dulché. 
Protagonizada por Bárbara Mori junto a Eduardo Santamarina, Sebastián Rulli y Jacqueline Bracamontes, con las actuaciones antagónicas de Manuel Landeta y Carlos Cámara; además de las actuaciones estelares de Ana Martín, Josefina Echánove y Leonorilda Ochoa.

## Sinopsis
Rubí es una bella joven universitaria que vive junto con su madre Doña Refugio y su hermana Cristina en una pobre vecindad. Viniendo de una familia humilde, Rubí no deja de lamentar el declive económico que ha tenido su paupérrima familia a partir de la muerte de su padre, siendo Cristina el sostén del hogar. Es por ello que la joven mujer se obsesiona con el dinero, y sabiéndose hermosa, decide utilizar su belleza fisíca como mejor arma para atraer un hombre guapo, rico y joven que la haga señora de una fortuna, prestigio y sociedad.
Rubí estudia en una universidad privada gracias a media beca y la ayuda de su hermana Cristina, y es allí donde conoce a Maribel, una chica sensible, tímida y sincera que sufre una discapacidad en su pierna derecha debido a un accidente de su infancia. Maribel es hija del millonario hombre de negocios llamado Arturo De La Fuente. Ella le entrega su amistad a Rubí, sin saber que esta está envenenada por la envidia y los celos.
Maribel conoce a un joven por internet llamado Héctor Ferrer, un millonario y guapo arquitecto que la ama con sinceridad y a quien decide conocer en persona. Maribel, con miedo al rechazo le ha ocultado a este su discapacidad y le pide a su incondicional amiga que lo reciba una vez llegando a la Ciudad de México. Rubí siente curiosidad por Héctor y coquetamente lo recibe sin saber que este trae a su mejor amigo de toda la vida el recién titulado en Ortopedia, Alejandro Cárdenas. Rápidamente Rubí se siente atraída por Alejandro y con el trato se enamora perdidamente de este y Alejandro le corresponde. Al parecer a Rubí la vida le sonríe, tiene un novio guapo, joven y rico, pero realmente es una falsa idea que se ha hecho, ya que este es ayudado económicamente por su mejor amigo, además de pertenecer a una familia de clase media y terminó sus estudios por medio de becas.
Por otro lado Héctor acepta con amor la discapacidad de Maribel y a pesar de algunos obstáculos, este decide pedirle matrimonio. Maribel se entera de la condición económica de Alejandro y sus esfuerzos por salir adelante y esta le comenta a Rubí lo dicho por su padre y su admiración. No obstante Rubí en medio de su confusión y su rechazo al joven médico por ser pobre, rompe la relación con él. Fiel a su juramento y avaricia, le pide a Alejandro que se aleje de ella, con excusas de que él la engañó, aunque en el fondo ambos saben la realidad: la ambición de Rubí pudo más que el amor.
Es entonces que Rubí planea la más vil de las traiciones. Mientras todos se ocupaban de la maravillosa boda de Maribel y Héctor, Rubí logra que esta le consiga trabajo en la oficina de su novio, y es entonces que comienza discretamente a enamorar al joven arquitecto, haciéndole creer que lo ama con locura, enloqueciéndolo con su sensualidad y finalmente logrando su propósito. Héctor, que finalmente cae en las redes de Rubí, huye junto con ella a Cancún, dejando a Maribel plantada en el altar. Estando ahí se casan y este le compra joyas, ropa y una mansión. Pero el corazón de Rubí le reprocha el amor que siente por Alejandro. Es por ello que Doña Refugio decide buscar a su ingrata hija, creyendo que por amor, Rubí es capaz de cambiar. No obstante como ella es rechazada tanto por la familia de Héctor y por Alejandro, comienza a hacer maldades entre ellas dejando al descubierto a Don Genaro, quien es padrino de Héctor, al saberse que este tiene dos familias y es bígamo; también se siente resentida por el amor de Cayetano (ex chófer de Maribel) y su hermana Cristina. Al final hace que Cayetano vaya a la cárcel y empieza a salir con un magnate llamado Yago Pietrasanta. Cristina, que está embarazada, le da la noticia a Doña Refugio. Esta, desesperada por ayudar a su hija, le pide a Rubí que saque a Cayetano de la cárcel, pero se entera del mal que ella le hizo a Cristina, y le dice a Rubí que la averguenza y mientras trata de tomar su medicamento para la presión muere. Finalmente, Rubí convence a Héctor de irse de viaje, para tratar de olvidar lo que siente por Alejandro. 
Al cabo de tres años, Rubí es infeliz y se le empieza a caer la máscara de esposa amorosa. Héctor comienza a tener unos terribles celos, problemas económicos y una extraña enfermedad. Por otro lado, Alejandro se vuelve millonario y prestigioso como médico; se casa con Sonia, la examante de Yago pero muere al caer de un puente de cristal en medio de una discusión con Rubí. Alejandro desea olvidar la tragedia vivida con su esposa y se va a Ixtapa, en donde se encuentra casualmente a Rubí en un desfile de Loreto, un diseñador amigo de Rubí que aplaude las maldades de ella. Allí, Alejandro y Rubí se entregan con pasión y al cabo de dos semanas, ella descubre que está embarazada de su eterno amor. Héctor descubre la infidelidad de su esposa, y es entonces que Rubí estalla y le confiesa que se casó con él por interés y que nunca lo amó. Héctor, loco de celos es consolado y controlado por Helena Navarro, quien es asistente del socio de Héctor, el Conde de Aragón. Alejandro, quien descubre la verdadera personalidad de Rubí y sus mentiras, ya no tiene el sentimiento de amor por esta y solo por el hijo que espera siente compromiso.
Maribel, luego de la traición de Héctor y Rubí, surge del dolor y se hace amiga de Alejandro y descubre que lo ama; Alejandro también se enamora de ella. Rubí pierde a su hijo tras ser impactada en la cadera por un auto por salvar a su sobrina Fernanda, pero le hace creer a Alejandro que perdió a su hijo por las agresiones físicas de Héctor, no obstante este, decidido por mostrar su inocencia se dirige a la clínica donde ella sufrió el aborto y decide buscar a Alejandro con el documento que revela la verdad, pero muere trágicamente en un accidente automovilístico. Rubí, quien queda declarada heredera universal de los bienes de su marido, invierte su dinero en la casa de bolsa por consejo del Conde de Aragón, pero este pierde valor y ella queda en la ruina.
Alejandro, que gracias a un certificado de la clínica descubre cómo Rubí verdaderamente perdió a su hijo, le reclama en su departamento y le pide que se aleje de él, y que él eligió a Maribel. Ella, desesperada va tras él, pero inesperadamente resbala de un barandal cayendo de frente sobre una mesa de cristal. Debido a ello, queda con varias cicatrices profundas en el rostro y pierde su pierna derecha. Desfigurada y coja, Rubí escapa del hospital y con un arma, intenta sin éxito impedir el matrimonio entre Maribel y Alejandro, quienes luego de casarse se van a vivir juntos a Nueva York. Helena tiene un precioso bebé producto del amor entre ella y Héctor. Mientras, Rubí se encuentra con Fernanda, quién se compadece de su tía al ver su rostro cortado y Rubí le deja como secreto que ellas se seguirán viendo.
18 años después, Fernanda ha crecido y es idéntica a Rubí. Rubí, que vive sola en un cuartucho en una vecindad, se entera de que Maribel y Alejandro han regresado a México y le encarga a su sobrina Fernanda que enamore tanto a Alejandro como a su hijo de manera que los dos se enfrenten a muerte por ella y de esa manera destruir a la familia de Maribel.
Fernanda,  quien decide cumplir con la venganza de su tía, se dirige a la oficina de Alejandro, y cuando él ingresa queda totalmente sorprendido y confundido le dice «Rubí». Ella lo saluda y sin revelar su identidad cierra la puerta y lo besa.

## Elenco
- Bárbara Mori[3] - Rubí Pérez Ochoa / Fernanda Martínez Pérez
- Eduardo Santamarina[3] - Alejandro Cárdenas Ruiz
- Jacqueline Bracamontes[3] - Maribel de la Fuente Ortiz
- Sebastián Rulli[3] - Héctor Ferrer Garza
- Ana Martín - Refugio Ochoa Vda. de Pérez
- Yadhira Carrillo - Elena Navarro
- Miguel Pizarro - Loreto Echagüe
- Manuel Landeta - Lucio Montemayor «El Conde de Aragón»
- Antonio Medellín - Ignacio Cárdenas
- Ana Bertha Espín - Elisa de Duarte
- José Elías Moreno - Genaro Duarte
- Olivia Bucio - Carla Ruiz de Cárdenas
- Luis Gatica - Cayetano Martínez
- Leonorilda Ochoa - Dolores Herrera «doña Lola»
- Roberto Vander - Arturo de la Fuente Rangel
- Ofelia Cano - Victoria Gallegos
- Paty Díaz - Cristina Pérez Ochoa
- Josefina Echánove - Francisca «Pancha» Muñoz
- Arlette Pacheco - Lilia López de Duarte
- Jan - Marco Rivera
- Marlene Favela - Sonia Chavarría
- Ingrid Martz - Lorena Treviño
- Sergio Goyri - Yago Pietrasanta
- Carlos Cámara - Dr. José Luis Bermúdez
- Lilia Aragón - Nora de Navarro
- Manuel «Flaco» Ibáñez - Onésimo Segundo Rabozo
- Gerardo Albarrán - Gabriel Almanza
- Adriana Roel - Hilda Méndez
- Lorena Velázquez - Mary
- Dolores Salomón - Mariquita
- Sergio Argueta - Francisco «Paco» Gómez Gallegos
- Marco Méndez - Luis Duarte López
- Tania Vázquez - Sofía Cárdenas Ruiz
- Hugo Macías Macotela - Isidro Roldán
- Eduardo Rodríguez - Saúl Arce de la Borbolla
- Manuel Foyo - Ernesto Bermúdez
- Nicole Vale - Natalia Duarte
- Kristel Casteele - Fernanda Martínez Pérez (niña)
- José Antonio Ferral - Dr. Garduño
- Mariana Rountree - Ingrid Mendoza
- Liza Willert - Enfermera de Carla
- Amelia Zapata - Celia Fuentes
- Ángeles Balvanera - Dora
- Odemaris Ruiz - Tania Huertas
- María Fernanda García - Valeria
- Roberto Sen - David Treviño
- Luz María Aguilar - Sra. Treviño
- Sergio Zaldívar - Gazcón
- Raúl Valerio - Dr. Mosques
- Sergio Jurado - Lic. Millán
- Roger Cudney - Howard Williams
- Claudia Benedetti - Lupe
- Jorge Flores - Él mismo
- Susana Diazayas - Carmen
- Alicia Fahr - Romina
- Enrique Rocha - Narrador (Cap 1)

## Premios y nominaciones

### Premios TVyNovelas 2005
| Categoría                | Nominado(a)              | Resultado |
| ------------------------ | ------------------------ | --------- |
| Mejor telenovela         | José Alberto Castro      | Ganador   |
| Mejor actriz protagónica | Bárbara Mori             | Ganadora  |
| Mejor actor protagónico  | Eduardo Santamarina      | Ganador   |
| Mejor actor antagónico   | Manuel Landeta           | Nominado  |
| Mejor actriz de reparto  | Ana Martín               | Ganadora  |
| Mejor actor de reparto   | Roberto Vander           | Nominado  |
| Mejor tema musical       | «La descarada» por Reyli | Ganador   |

### Premios Juventud
| Año  | Categoría                   | Televisión/Persona | Resultado |
| ---- | --------------------------- | ------------------ | --------- |
| 2005 | Chica que me quita el sueño | Rubí Bárbara Mori  | Ganadora  |

### Premios TP de Oro 2010 (España)
| Categoría        | Resultado |
| ---------------- | --------- |
| Mejor telenovela | Nominada  |

### TV Adicto Golden Awards
| Año  | Categoría                       | Nominados             | Resultado |
| ---- | ------------------------------- | --------------------- | --------- |
| 2010 | Mejor Protagonista de la década | Bárbara Mori por Rubí | Ganadora  |